# Leduc (Alberta)
Leduc és una ciutat de la província d'Alberta, Canadà. Es troba a 33 quilòmetres al sud de la capital provincial Edmonton i forma part de la seva àrea metropolitana.

## Història
Leduc es va establir per primera vegada en 1899, quan Robert Telford, un colon, va comprar un terreny prop d'un llac que més tard portaria el seu nom. Va ser en aquest tros de terra on el nou assentament arrelaria. Telford anteriorment fou un oficial de la Policia Muntada del Nord-oest, i més tard es va convertir en el primer governant de Leduc, primer comerciant general i primer jutge de pau. L'establiment del ferrocarril de Calgary i Edmonton, després adquirit pel CPR, va obrir la regió a colones. El primer tren es va detenir en Leduc al juliol de 1891.
Leduc primer va ser incorporada com a vila en 1899, i en 1906 es va convertir oficialment en poble. Es va convertir en ciutat en 1983. Aleshores la seva població havia arribat a 12.000. La ciutat va continuar creixent en silenci durant dècades.

## Geografia
Leduc té una gran varietat de parcs i instal·lacions esportives. Leduc té més de 35 km de vies multiús. En l'extrem est de la ciutat es troba Telford Lake, i just a l'est està Saunders Lake.
- Alexandra Park Ponds
- Coady Lake
- Leduc Reservoir
- Telford Lake
- West Point Lake

## Demografia
Segons el cens municipal de 2012 la ciutat de Leduc tenia 25.482, un increment del 5,6% respecte a 2011, on la població era de 24.139.
En el Cens 2011, la Ciutat de Leduc tenia 24.279 que viuen en 9.290 dels seus 9.789 habitatges, un augment total del 43,1% de la seva població de 2006 que era de 16.967. Amb una superfície de 36,97 km² tenia una densitat de població de 656.72 h/km² en 2011. El cens de 2011 va indicar també que Leduc va ser classificat com el nové municipi amb més alt creixement de la població entre 2006 i 2011.

## Economia
La Ciutat de Leduc és un membre fundador de l'Autoritat de Desenvolupament Econòmic de Leduc-Nisku, una associació per al desenvolupament econòmic dels mercats Regió Internacional d'Alberta en les proximitats de l'aeroport internacional d'Edmonton. La ciutat forma part d'aquest transport internacional i econòmica regió. Es troba en el Corredor Comercial CANAMEX en la intersecció de dues línies del Canadian Pacific Railway i es troba al costat de l'aeroport internacional d'Edmonton. Aquests proporcionen enllaços de transport a les activitats petroquímiques en el cor industrial d'Alberta, l'àrea Fort McMurray, i altres centres econòmics.
La indústria del petroli i del gas ha estat durant molt temps la base de l'economia de Leduc. El parc empresarial Leduc, que es troba en la part nord de la ciutat, conté més d'1.400 empreses. El Parc Industrial Nisku, situat al nord del comtat dins de Leduc, també conté molts negocis.